# Evening Standard

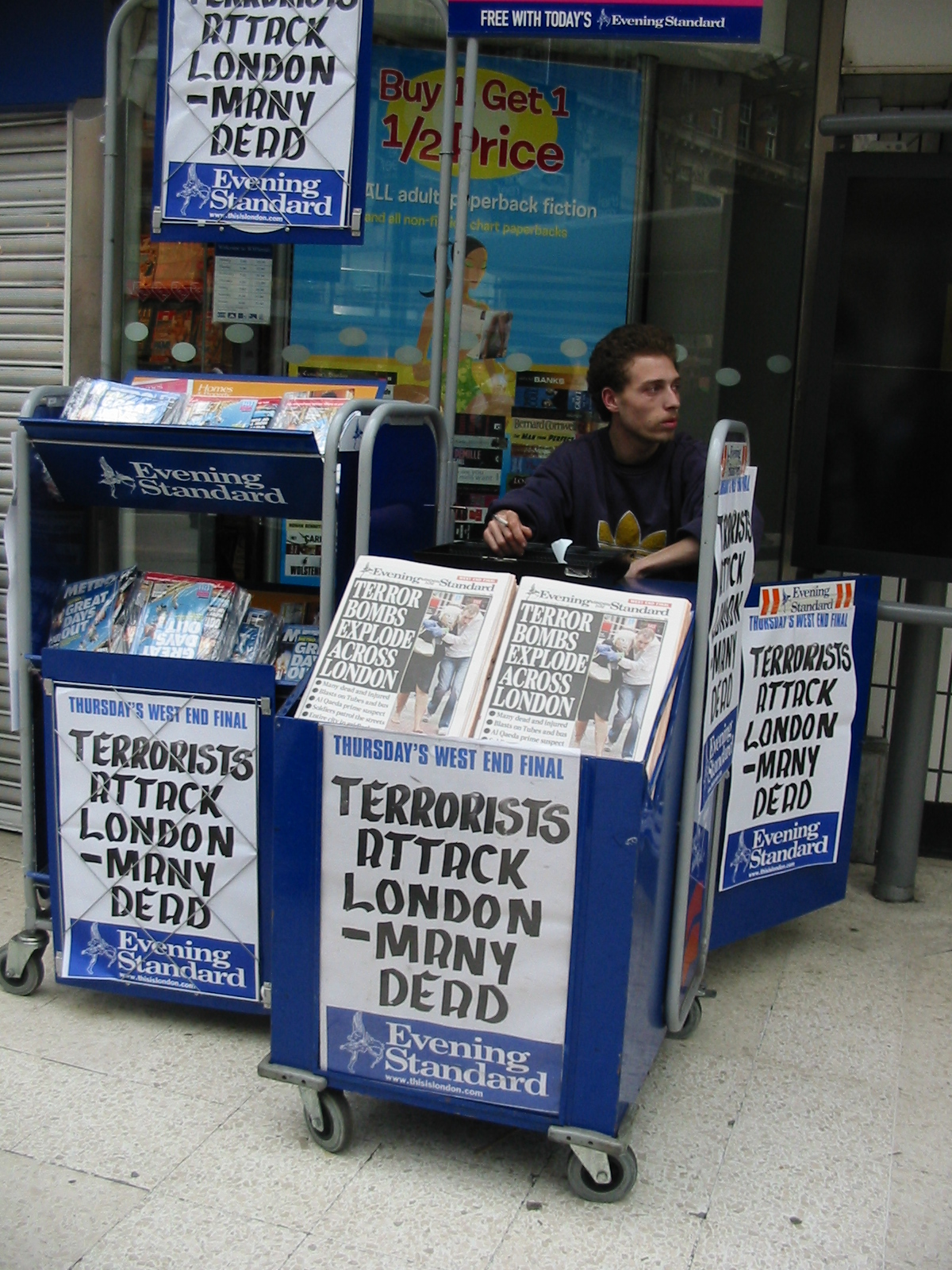
O jornal Evening Standard sendo vendido nas bancas das ruas de Londres.

Evening Standard, anteriormente conhecido como The Standard (1827–1904), também conhecido como London Evening Standard, é um jornal gratuito publicado de segunda a sexta-feira em formato de tabloide em Londres, Reino Unido. Pertence desde 2009 ao empresário russo Alexander Lebedev. É a publicação regional dominante na cidade e arredores, com cobertura de notícias nacionais e internacionais de e finanças da Cidade de Londres. Sua atual editora é Emily Sheffield. Em outubro de 2009, o jornal encerrou uma história de circulação paga de 180 anos e se tornou um jornal gratuito, dobrando sua circulação como parte de uma mudança em seu plano de negócios.

## História e linha editorial
Foi fundado em 21 de maio de 1827 pelo advogado Stanley Lees Giffard e chegou ao fim do século XIX quase na bancarrota financeira, sendo reerguido por novos proprietários que dirigiram seu foco para um gosto mais popular, o que fez elevar sua tiragem a 160 mil exemplares diários e causou sua recuperação econômica.
No começo do século XX, o jornal pertencia ao poderoso empresário canadense Lord Beaverbrook, também dono de as publicações, numa época em que havia quatorze jornais vespertinos em Londres, dos quais apenas três sobreviveram ao tempo e a concorrência. Em 1960 foi fundido com o seu maior rival, o Evening News, deixando os londrinos com um único jornal vespertino. Sua tiragem atual na cidade de Londres é de cerca de 263 mil exemplares.
O Standard cobre hoje basicamente o dia a dia londrino, de novas construções e engarrafamentos às fofocas de celebridades com as notícias apresentadas de maneira mais detalhada que nos jornais nacionais, como o The Times. Quatro edições são publicadas diariamente, em locais diferentes da cidade, no centro ou nos subúrbios, das oito da manhã até as últimas notícias às sete da noite fora da área central da cidade, com manchetes quase sempre enormes, normalmente diferentes em cada uma delas.
O jornal é distribuído livremente, podendo ser coletado principalmente nas entradas das principais estações de metro e nos aeroportos de Londres.